# Stefan Baumeister
Stefan Baumeister (Bad Aibling, 18 aprile 1993) è uno snowboarder tedesco, specialista dello slalom parallelo.

## Biografia
Originario di Bad Aibling e specialista dello snowboard alpino, Stefan Baumeister ha esordito a livello internazionale il 6 dicembre 2008, arrivando 64º in una gara FIS di slalom parallelo disputatasi a Innsbruck/Patscherkofel. Il 28 dicembre si successivo ha partecipato alla sua prima gara in Coppa Europa, lo slalom gigante parallelo di Bischofswiesen/Götschen, chiuso da Baumeister al 76º posto. Ai Mondiali juniores del 2010 di Otago ha vinto la medaglia di bronzo nello gigante parallelo. Si è ripetuto l'anno successivo nello slalom parallelo di categoria disputatosi a Chiesa in Valmalenco. Il 6 febbraio 2010 ha debittato in Coppa del Mondo di snowboard, arrivando 33º nel gigante parallelo di Sudelfeld. Il 12 febbraio 2011 ha ottenuto il suo primo podio in Coppa Europa, chiudendo in 2ª posizione il gigante parallelo di Valberg. Il 10 marzo dell'anno seguente ha vinto, a Bad Gastein in Austria, la sua prima gara di Coppa Europa, mentre il 7 marzo 2013 si è laureato campione mondiale juniores nello slalom parallelo a Erzurum, in Turchia. Ha partecipato ai Giochi olimpici invernali di Soči 2014, arrivando quattordicesimo nello slalom parallelo (dove è stato sconfitto agli ottavi dall'austriaco Lukas Mathies) e ventesimo nel gigante parallelo. Il 5 febbraio 2017 ha ottenuto il suo primo podio in Coppa del Mondo, arrivando 3º nel gigante parallelo di Bansko, e il 18 marzo la sua prima vittoria, in slalom parallelo, a Winterberg.
Ai Giochi olimpici invernali di PyeongChang 2018 nell'unica gara alpina in programma - il gigante parallelo - è giunto settimo, sconfitto nei quarti dallo sloveno Žan Košir. Ha poi vinto due medaglie di bronzo nello slalom gigante parallelo e nello slalom parallelo ai campionati mondiali di Park City 2019. Nello stesso anno si è aggiudicato la Coppa del Mondo di slalom parallelo, con tre podi, di cui una vittoria durante la stagione. Nella stagione di Coppa del Mondo 2022 ha vinto la Coppa del Mondo di slalom gigante parallelo, con quattro piazzamenti tra i primi tre in stagione, di cui due vittore. Ai Giochi olimpici invernali di Pechino 2022 si è classificato 18° nel gigante parallelo, senza qualificarsi per la fase ad eliminazione diretta. Ai Mondiali di Engadina 2025 ha conquistato l'argento nello slalom gigante parallelo

## Palmarès

### Mondiali
- 3 medaglie:
  - 1 argento (slalom gigante parallelo a Engadina 2025)
  - 2 bronzi (slalom gigante parallelo e slalom parallelo a Park City 2019)

### Mondiali juniores
- 4 medaglie:
  - 1 oro (slalom parallelo Erzurum 2013)
  - 3 bronzi (slalom gigante parallelo a Otago 2010; slalom parallelo a Valmalenco 2011; slalom gigante parallelo a Erzurum 2013)

### Coppa del Mondo
- Vincitore della Coppa del Mondo di slalom parallelo nel 2019
- Vincitore della Coppa del Mondo di slalom gigante parallelo nel 2022
- 16 podi:
  - 5 vittorie
  - 4 secondi posti
  - 7 terzi posti

#### Coppa del Mondo - vittorie
| Data             | Luogo           | Paese    | Disciplina |
| ---------------- | --------------- | -------- | ---------- |
| 18 marzo 2017    | Winterberg      | Germania | PSL        |
| 3 marzo 2018     | Kayseri         | Turchia  | PGS        |
| 8 gennaio 2019   | Bad Gastein     | Austria  | PSL        |
| 16 dicembre 2021 | Carezza al Lago | Italia   | PGS        |
| 14 gennaio 2022  | Simonhöhe       | Austria  | PGS        |

Legenda:

PGS = Slalom gigante parallelo

PSL = Slalom parallelo